# Confederação Nacional do Comércio de Bens, Serviços e Turismo
A Confederação Nacional do Comércio de Bens, Serviços e Turismo (CNC) é a entidade sindical de grau máximo do setor terciário brasileiro. Reúne 34 federações (27 estaduais e sete nacionais) e mais de mil sindicatos patronais filiados em todo o território brasileiro.